# ジェイムズ・アレグザンダー (第4代カリドン伯爵)
第4代カリドン伯爵ジェイムズ・アレグザンダー（英語: James Alexander, 4th Earl of Caledon KP、1846年7月11日 – 1898年4月27日）は、イギリスの軍人、アイルランド貴族。1877年から1898年までアイルランド貴族代表議員を務めた。

## 生涯
第3代カリドン伯爵ジェイムズ・デュ・プレ・アレグザンダーとジェーン・フレデリカ・ハリエット・メアリー・グリムストン（Jane Frederica Harriet Mary Grimston、1825年1月17日 – 1888年3月30日、初代ヴェルラム伯爵ジェイムズ・グリムストンの娘）の息子として、1846年7月11日にロンドンのカールトン・ハウス・テラスで生まれた。ハーロー校で教育を受けた後、1864年10月14日にオックスフォード大学クライスト・チャーチに入学した。
1867年から1881年まで士官としてライフガーズ第1連隊に従軍、1882年にイギリス・エジプト戦争に参戦してヘディーヴの星を授与された。
保守党に所属し、1877年10月30日にアイルランド貴族代表議員に当選した。
1897年2月11日、聖パトリック勲章を授与された。
1898年4月27日にメイフェアのカーゾン・ストリートで病死、カリドンで埋葬された。

## 家族
1884年10月9日、エリザベス・グラハム＝トラー（Elizabeth Graham-Toler、1857年6月6日 – 1939年10月6日没、第3代ノーベリー伯爵ヘクター・グラハム＝トラーの娘）と結婚、4男をもうけた。
- エリック・ジェイムズ・デズモンド（英語版）（1885年 – 1968年） - 第5代カリドン伯爵
- ハーブランド・チャールズ（Herbrand Charles、1888年11月28日 – 1965年5月6日） - 1919年2月11日にミリセント・ヴァラ・メレディス（Millicent Valla Meredyth、第5代準男爵サー・ヘンリー・ベイリー・メレディスの娘）と結婚して、子供をもうけたが、1927年に離婚。1937年7月1日、エイダ・ケイト・ベリュー（Ada Kate Bellew、リチャード・ユースタス・ベリューの娘）と再婚。第6代カリドン伯爵デニス・ジェイムズ・アレグザンダー（英語版）の父
- ハロルド・ルパート・レオフリック・ジョージ（1891年 – 1969年） - 初代チュニスのアレグザンダー伯爵
- ウィリアム・シギスマンド・パトリック（William Sigismund Patrick、1895年11月16日 – 1972年12月24日） - 1934年6月27日、ジェーン・ハーマイオニー・バックストン（Jane Hermione Buxton、1913年1月6日 – 1967年12月13日、バーナード・バックストンの娘）と結婚、子供あり